# Twitches
Twitches är en amerikansk fantasyfilm från 2005, baserad på Scholastic Press bokserie med samma namn. Filmen hade premiär på Disney Channel den 14 oktober 2005. Filmens två huvudroller spelas av tvillingsystrarna Tia och Tamera Mowry.

## Handling
Filmen handlar om två nyblivna 21-åringar vid namn Alex Fielding och Camryn Barnes, som bor i exakt samma stad och delar exakt samma födelsedag, men som är helt ovetandes om varandra. När deras vägar sedan korsas, får de reda på att de är tvillingar med magiska krafter, och att de dessutom är prinsessor över det magiska kungariket Coventry. Samtidigt är deras kungarike i stor fara, och det blir då upp till dem själva att försöka rädda det, innan det kollapsar helt och hållet.

## Rollista
| - Tia Mowry – Alexandra "Alex" Nicole Fielding / Artemis DuBaer - Tamera Mowry – Camryn "Cam" Elizabeth Barnes / Apolla DuBaer - Kristen Wilson – Miranda DuBaer (flickornas riktiga mamma, samt drottning av Coventry) - David Ingram – Aron DuBaer (flickornas riktiga pappa) - Patrick Fabian – Thantos DuBaer (flickornas elaka farbror, tillika styvfar) - Jennifer Robertson – Ileana Warburton (Camryns väktare) | - Pat Kelly – Karsh Warburton (Alex väktare) - Jessica Greco – Lucinda Carmelson (Alex bästa vän) - Jackie Rosenbaum – Beth Fish (Camryns bästa vän) - Arnold Pinnock – David Barnes (Camryns pappa) - Karen Holness – Emily Barnes (Camryns mamma) - Jessica Feliz – Nicole Carmelson (Lucindas lillasyster) |